# フェリシモ

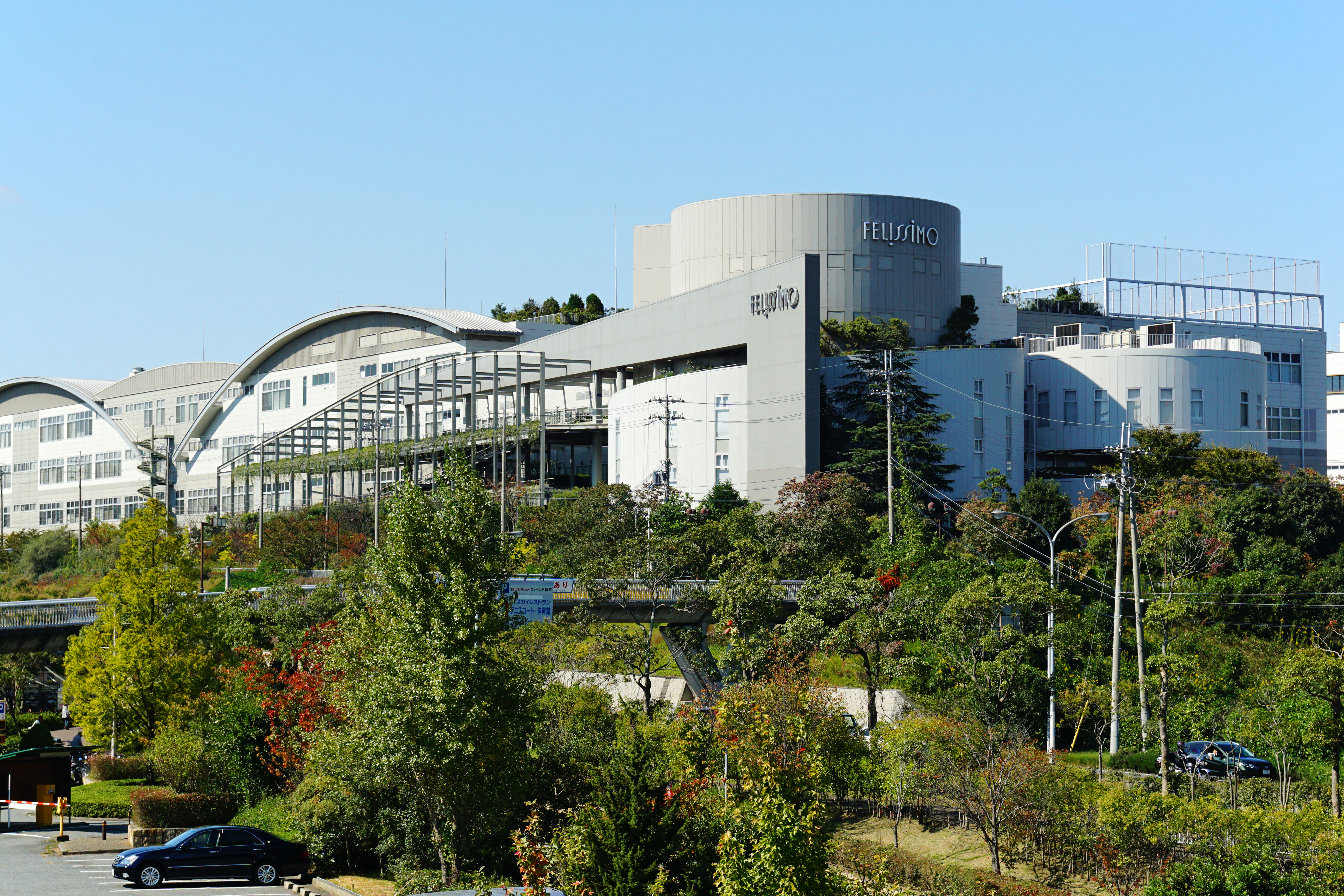
エスパスフェリシモ・フェリシモホール（神戸市須磨区）

株式会社フェリシモ（英: FELISSIMO CORPORATION）は、兵庫県神戸市中央区に本社を持つ大手通信販売会社。1965年創業。
主に自社開発による通信販売業務を行っている。開発商品はファッション、生活雑貨、ホビー商品、美容関連商品、食品などがある。

## 沿革
- 1965年 5月 株式会社ハイセンスとして大阪で設立。
- 1977年 3月 カタログ『HI-SENSE COLLECTION』を創刊。
- 1978年 -- カタログ『はいせんす絵本』創刊。
- 1985年 -- 『ふらんす絵本』創刊。
- 1987年 -- 『はいせんす絵本』の書店販売開始。
- 1989年12月 商号を株式会社フェリシモに変更。
- 1990年 -- 『フェリシモ森基金』設立。
- 1995年 9月 神戸に本社を移転する。
- 1997年 -- 『フェリシモ文学賞』設立。
- 1998年 -- 神戸市須磨区に受注物流センター「エスパスフェリシモ」、および多目的ホール「エスパスフェリシモホール」開設。
- 2002年 8月1日 現「株式会社フェリシモ」分割設立。
- 2004年 2月1日 現「株式会社フェリシモ」が、分割元の株式会社フェリシモ（旧株式会社ハイセンス）を吸収合併。
- 2004年 5月 上海に物流センター「エスパスフェリシモ上海」を開設
- 2006年 2月8日 東京証券取引所市場第二部に上場。
- 2007年 2月1日 東京証券取引所市場第一部に指定。
- 2009年 9月    中国・上海物流センター「エスパスフェリシモ上海」第2棟を開設
- 2014年 7月    LINE MALLにてフェリシモ物流と連携した「LINE配送」開始[1]
- 2017年 5月8日 西日本旅客鉄道（JR西日本）との事業提携により新サイト『EVERYTHING FROM.JP』を開設[2]。

## 事業所
- 東京オフィス
  - 東京都渋谷区神宮前1-11-11
- エスパスフェリシモ
  - 神戸市須磨区弥栄台2-7

## グループ会社
- 株式会社LOCCO
- 株式会社cd.

## 営業スタイル
幅広い年齢層の女性をターゲットとして、衣料品・生活雑貨・インテリア・化粧品などを販売している。キッズ商品や、一部メンズ商品の取り扱いもある。カタログを配布してハガキやネットで申し込む形式が主流である。商品は多くの場合、頒布会（定期購入システム）の形式を取っており、いくつかのシリーズ商品のうちどれが来るかは分からないのが特徴である。頒布（定期購入）には最後まで参加（お休みしてもよい）しなくてもよい。
同業のセシールが比較的「安価」という方向性を持っているのに対して、フェリシモの場合、可愛らしさやスタイリッシュ、あるいはエコなどといった、付加価値の面を重視している点が商品傾向としてある。
なお、フェリシモは協力企業のネットワークを通じてある意味でどんな商品でもつくることができるSPA（製造小売）を行っており、利用客の声がダイレクトにプランナーに届く仕組み、および、コレクションという毎月シリーズでお届けする仕組みを持っている。
また、利用客の声に反映した商品作りの場を提供し『フェリシモ生活雑貨大賞』や『クチュリエ検定試験』といった双方向性を確立している。

## 社会貢献活動

### 東日本大震災復興支援
毎月一口100円からはじめることの出来る義援金（基金）および東日本大震災 復興支援ポータルサイト「もっと、ずっと、きっと」開設
。

### 環境保全・育成基金
PEACE BY PEACE COTTON PROJECTをはじめ、緑豊かな森を残すことを目的に毎月一口100円の寄付による「フェリシモの森基金」、インドのタゴール協会と「はな・はな・みどり基金」、「沖縄サンゴ基金」、「広葉樹の森づくり基金」、「アルモンド未来の森を育む基金」を開設し基金を通じて自然環境を守り、育てる活動を国内、海外で実施。

## フェリシモ チョコレート ミュージアム
2021年10月、神戸市中央区本社ビル内にチョコレートの企業博物館「フェリシモ チョコレート ミュージアム」をオープンさせる。

## 不祥事

### 下請法違反
同社が下請会社88社に対し、衣料品などの商品を、納期経過後も返品に応じていなかったなどとして、公正取引委員会は2013年3月29日に、下請法違反で再発防止を勧告した。
その後、同社は勧告に基づき「受領拒否」と認定された受領拒否相当の給付についてすべて受領是正、下請事業者に製造委託した場合の受領する期日を定め、必要事項を発注書面に記載するようにシステムを改修をし、発注書面の不備の是正を行った。

## テレビ番組
- 日経スペシャル ガイアの夜明け “お届け”で心つかみます～通販3兆円市場の差別化新戦略～（2007年3月13日、テレビ東京）[9]。- 通販の常識を破る戦略を取材。